# جيرهارد غروبر
جيرهارد غروبر (بالألمانية: Gerhard Gruber)‏ هو ملحن نمساوي، ولد في 6 مايو 1951 في Aigen im Mühlkreis ‏ في النمسا.

## وصلات خارجية
- جيرهارد غروبر على موقع IMDb (الإنجليزية)
- جيرهارد غروبر على موقع ميوزك برينز (الإنجليزية)
- الموقع الرسمي